# Ezekiel Nathaniel
Ezekiel Nathaniel (* 20. Juni 2003) ist ein nigerianischer Hürdenläufer, der sich auf die 400-Meter-Distanz spezialisiert hat.

## Sportliche Laufbahn
Erste internationale Erfahrungen sammelte Ezekiel Nathaniel im Jahr 2021, als er bei den U20-Weltmeisterschaften in Nairobi in 49,89 s den vierten Platz über 400 Meter Hürden belegte und auch mit der nigerianischen 4-mal-400-Meter-Staffel mit 3:07,14 min auf Rang vier gelangte. Daraufhin begann er ein Studium an der Baylor University in den Vereinigten Staaten. Im Jahr darauf stellte er bei den Big 12 Conference Championships mit 48,42 s einen neuen Landesrekord sowie U20-Afrikarekord auf und erreichte im Juli bei den Weltmeisterschaften in Eugene das Halbfinale, in dem er mit 54,18 s ausschied. Daraufhin belegte er bei den Commonwealth Games in Birmingham in 51,38 s den sechsten Platz und verpasste mit der nigerianischen 4-mal-400-Meter-Staffel mit 3:06,36 min den Finaleinzug. 2023 schied er bei den Weltmeisterschaften in Budapest mit 49,22 s im Semifinale über die Hürden aus und verpasste mit der Mixed-Staffel mit 3:14,38 min den Finaleinzug. Im Jahr darauf schied er bei den Olympischen Sommerspielen in Paris mit 48,65 s im Halbfinale über 400 m Hürden aus und wurde mit der Staffel im Vorlauf disqualifiziert.
2022 wurde Nathaniel nigerianischer Meister in der 4-mal-400-Meter-Staffel.

## Persönliche Bestleistungen
- 400 Meter: 45,40 s, 27. April 2024 in Tucson
  - 400 Meter (Halle): 45,54 s, 9. Februar 2024 in Clemson
- 400 m Hürden: 48,00 s, 11. Mai 2024 in Waco (nigerianischer Rekord)